# Gex (tổng)
Tổng Gex là một tổng của Pháp nằm ở tỉnh Ain trong vùng Rhône-Alpes.

## Địa lý
Tổng này được tổ chức xung quanh Gex ở quận Gex. Độ cao ở đây từ 457 m (Chevry) đến à 1 703 m (Lélex) với độ cao trung bình 643 m.

## Hành chính
| Giai đoạn | Ủy viên      | Đảng | Tư cách |
| --------- | ------------ | ---- | ------- |
| 2008-2014 | Gérard Paoli | UMP  |         |
| 2001-2008 | Gérard Paoli | UMP  |         |

## Số đơn vị
Tổng Gex groupe 11 xã và có dân số 22 478 dân (theo điều tra dân số năm 1999, số lượng không tính trùng).
| Xã                | Dân số | Mã bưu chính | Mã insee |
| ----------------- | ------ | ------------ | -------- |
| Cessy             | 2 283  | 01170        | 01071    |
| Chevry            | 803    | 01170        | 01103    |
| Crozet            | 1 349  | 01170        | 01135    |
| Divonne-les-Bains | 6 171  | 01220        | 01143    |
| Échenevex         | 1 197  | 01170        | 01153    |
| Gex               | 7 733  | 01170        | 01173    |
| Grilly            | 612    | 01220        | 01180    |
| Lélex             | 221    | 01410        | 01210    |
| Mijoux            | 312    | 01410        | 01247    |
| Segny             | 1 348  | 01170        | 01399    |
| Vesancy           | 449    | 01170        | 01436    |

## Biến động dân số
| 1962                                                     | 1968  | 1975   | 1982   | 1990   | 1999   |
| -------------------------------------------------------- | ----- | ------ | ------ | ------ | ------ |
| 7 564                                                    | 9 397 | 12 825 | 15 180 | 19 550 | 22 478 |
| Nombre retenu à partir de 1962 : dân số không tính trùng |       |        |        |        |        |